# Szajol–Lőkösháza-vasútvonal
A MÁV 120. számú Szajol–Lőkösháza-vasútvonala kétvágányú, 25 kV 50 Hz-cel villamosított fővonal, a nemzetközi törzshálózat tagja. Az országhatár átlépése után, Romániában a 200-as vasúti fővonal részeként folytatódik Arad felé.

## Története

### Építés (1858−1882)
A mai vasútvonal Rákos és Újszász közötti szakaszát a MÁV építette, 1882. március 11-én adták át a forgalomnak. Az Újszász és Szolnok közötti vonalszakaszt szintén a MÁV építette. A Hatvan–Újszász-vasútvonal részeként korábban már megépült vasutat 1873. március 10-én nyitották meg.
A mai vasútvonal további szakaszait már a Tiszavidéki Vasúttársaság építette, a MÁV építkezéseinél jóval korábban. A társaság Szolnok és Debrecen közötti vonalából Szajol állomástól kiágazó 143 km hosszú Szajol–Arad vonalat 1858. október 25-én helyezték üzembe. A felépítménye 37,0 kg/fm tömegű, „g” jelű vassínekből épült.

### A második világháborúig
A végig kétvágányú kapacitású alépítménnyel kiépült vonalba eredetileg lefektetett „g” jelű vassínek gyorsan koptak, így ezeket az államosítás, 1880 után a MÁV előbb „c”, majd az 1910 körül „I” rendszerű acélsínekre cserélte. Utóbbiakból ma is található egyes állomások nem átmenő vágányain, például Kétegyháza első vágányában.
Az első világháború alatt a megnövekedett forgalom miatt új kitérők épültek a vonalon, többek között Dobozmegyer néven a mai Mezőmegyer mellett. Erőltetett ütemben folyt a második vágány létesítése, Szajol és az Aradtól 35 kilométerre keletre fekvő Máriaradna között nagyrészt elkészült az alépítmény, Békéscsabától délre egy szakaszon a vágányt is lefektetették. Később a forgalom erőteljes csökkenése miatt 1933-ban a MÁV Békéscsaba és Lőkösháza között a jobb vágányt felbontotta. A két határállomás, Lőkösháza és Kürtös között a második világháború kitöréséig továbbra is két vágányon zajlott a forgalom, majd 1939 szeptemberében a román államvasút (CFR) a forgalmat a jobb vágányon beszüntette, s a pályát rövidesen az országhatárig elbontotta.
1942-ben láttak neki a Szajol–Tiszatenyő (akkor Pusztatenyő) szakasz kétvágányúsításának. A következő évben átadott 2. vágány nem volt hosszú életű, 1945 után ismét egy vágányon zajlott a forgalom.

### A 20. század második felében
A következő átépítés az 1950-es években indult, 1954–1957 között Tiszatenyő és Mezőtúr között 24 méter hosszú, 48 kilogramm/folyóméteres síneket fektettek betonaljakra. 1958-tól továbbra is 48 kg/fm-es sínekkel, de már hézag nélküli kivitelben folyt a korszerűsítés. Általában a hiányzó második vágány helyén építették meg az újat, majd a forgalom átterelése után bontották el az elhasználódott régit. Bővítették a forgalmasabb állomásokat, Békéscsaba korszerű (D55 típusú) biztosítóberendezést kapott. Az 1960-as évek elején újra üzembe helyezték a második vágányt Szajol és Tiszatenyő között, illetve új nyomvonalra került a Szolnok–Szajol állomásköz Zagyva és Tisza folyók közötti része, kiváltva a régi, árvízvédelmi töltésre épült, igen problémás szakaszt. A Kisújszállás–Dévaványa–Gyomai HÉV társaság vonala építésekor nem létesített saját hidat a Hármas-Körösön, hanem a folyótól északra, Gyoma-Nagyállásnál becsatlakozott a Szajol–Arad vonalba, annak igénybevételével érve el végállomását. A forgalmi szempontból szűk keresztmetszet felszámolása érdekében 1963 nyarára elkészült az új híd a fővonal számára. A régi híd a továbbiakban egyedül a 127-es vonalat szolgálta, a két vonal ezentúl külön-külön érte el Gyoma állomást, megszűnt Gyoma-Nagyállás elágazás. Utóbbi, 1893-ban épült híd különlegessége volt, hogy középen egy 16 méteres befüggesztett szerkezeti elemmel rendelkezett, amely felhúzható volt, magas vízállás esetén is lehetővé téve a hajóforgalmat. Használatára valószínűleg sosem került sor.
Az 1960-as évek végén, 1970-es évek elején fénysorompókat és önműködő térközbiztosító berendezést telepítettek a vonalon, ezzel növelve az átbocsátóképességet, és kiváltva a létszámigényes sorompókezelő és vonatjelentő őrhelyeket.
1974 a vontatásinem-váltás éve volt a vonalon. Szajol és Tiszatenyő között május 22-én indult meg a villamos vontatás, Szajol állomást tehermentesítve a mozdonycseréktől (a Szolnok–Szajol állomásközt a Budapest–Záhony-vasútvonal vonal részeként 1969-ben villamosították). Július 17-én már Mezőtúrig jártak a villamos vontatású vonatok, majd decemberre a teljes vonal elkészült. A hivatalos avatási ünnepségre 1974. december 18-án került sor Békéscsabán.
Az 1980-as években folytatódott a második vágányok építése. 1985-ben a Csugar–Mezőtúr, 1987-ben a Mezőtúr–Nagylapos állomásközök készültek el. 1990-től 1997-ig Gyoma és Békéscsaba között is elkészült a második vágány, azonban a Murony–Békéscsaba állomásközben az új jobb vágány átadásával egyidejűleg forgalmon kívül helyezték a régit, így itt továbbra is egy vágányon zajlott a forgalom. Ezzel egyidejűleg a magasabb sebesség érdekében több kis sugarú ívet nyomvonal korrekcióval átépítettek. A régi, felhagyott töltés ma is több helyen felismerhető, például Mezőtúr állomás előtt, vagy a gyomai Hármas-Körös hídtól északra.
2004–2005-ben Békéscsaba és Lőkösháza között dolgoztak a pályaépítők, részleges sín- és aljcserével, ágyazatrostálással újra alkalmazható lett a 100 kilométer/órás sebesség, Kétegyháza és Szabadkígyós állomásokon az átmenő vágány mellé a sínkoronaszinttől számított 30 centiméter magasságú peronok épültek.

### Rekonstrukciók és fejlesztések az uniós csatlakozás után
2005-ben kezdődött a Szajol–Békéscsaba szakasz teljes átépítése európai uniós támogatással. Ennek során 60 kilogramm/folyóméteres síneket fektetnek le, a tengelyterhelést 210-ről 225 kilonewtonra, az alkalmazható sebességet 120-ról 160 kilométer/órára emelik, alul- és felüljárók és magas peronok épülnek, korszerűsítik a biztosítóberendezéseket, központi forgalomirányítást vezetnek be. A sebesség emelésének feltétele az ETCS rendszerű vonatbefolyásolás kiépítése is, ennek hiányában egyelőre a jelenleg már átépített szakaszokon is marad a 120 kilométer/óra maximális sebesség.
2005–2006 között épült meg a második vágány Tiszatenyő–Csugar között, felújították a meglévő vágányt, valamint átépültek az állomások és a megállóhelyek. Pusztapó és Csugar állomásokból megállóhely lett, Kétpónál forgalmi kitérő létesült, kitérő irányban 80 kilométer/órával járható vágánykapcsolatokkal.
2010-re befejeződött a pálya felújítása Szajol és Gyomaendrőd között. Nagylapos és Gyoma között kiépítették a hiányzó második vágányt. Nagylapos állomás megszűnt, helyette Kétpóhoz hasonlóan megállóhely és távvezérelt forgalmi kitérő épült. A két egymás mellett álló gyomai Körös-hídon úgy oldották meg a kétvágányú vasútvonal és a Körösnagyharsány–Vésztő–Gyoma-vasútvonal átvezetését, hogy az elágazást ismét a hídon túlra helyezték át. (2008-ig mindkét akkor még egyvágányú vonalnak külön hídja volt.)
2012 – 2014. december 17. között zajlott a 32,2 km-es Gyoma–Békéscsaba közötti szakasz rekonstrukciója. A vasútfejlesztésnek köszönhetően Csárdaszállás és Mezőberény felújított, míg Murony teljesen új állomásépületet kapott. 2013–2016 között tartott a békéscsabai vasútállomás teljes rekonstrukciója.
2020-ban kivitelezési tendert hirdettek a Békéscsabától a román országhatárig tartó fejlesztésre. A beruházás során 160 km/h sebességre és végig kétvágányúvá építik át a pályát. Felújítják a Szabadkígyós, Kétegyháza és a Lőkösháza állomásokat, közülük Kétegyháza és Lőkösháza 550 milliméter magas peronokat és akadálymentesített kialakítást nyer (liftekkel és aluljárókkal). A 2017-es becslések szerint bruttó 100,5 milliárd (nettó 79,4 milliárd) forintba kerülő felújítást a V-Híd Zrt. és az osztrák Strabag Kft. vállalta el 161 milliárd (nettó 126,8 milliárd) forintért, egy kilométer felújítása nettó 4 milliárd forintba kerül. Befejezés 2024-ben várható.

## Pálya
Engedélyezett sebesség:
- Szajol – Lőkösháza között 120 km/h
- (a kiépítési sebesség 160 km/h, egyelőre nincs engedélyezve)

## Forgalom
A vonalon egyaránt közlekednek személyvonatok, InterCityk, EuroNightok, nemzetközi vonatok és tehervonatok.
Ütemes menetrend van érvényben. A vonalon az országhatárig naponta 2 pár EuroNight, 3 pár nemzetközi InterCity és Budapest felé 3, Lőkösháza felé 2 belföldi InterCity, továbbá gyorsvonatok közlekednek. A helyközi forgalom nem számottevő, Békéscsaba–Mezőtúr viszonylatban napi 4 pár, Békéscsaba–Keleti pályaudvar viszonylatban napi 2 pár gyorsvonat. Békéscsaba–Budapest-Keleti viszonylat kivételével a közlekedő vonatok személyvonatok.
2016. június 18-tól a Budapest–Békéscsaba–Lőkösháza vasútvonalon közlekedő belföldi, Viharsarok, Békés, Csanád, Alföld és Nóniusz InterCity vonatok megszűntek, helyettük gyorsvonatok közlekednek. Megmaradt a hibrid-IC a Romániába közlekedő nemzetközi IC-vagonokhoz csatolt gyorsvonati kocsikkal, melyek Budapest és Lőkösháza között közlekednek. Ezek a vonatok: Ister EuroNight, Körös IC, Traianus IC és Fogaras IC.
2016. szeptember 17-től a Budapest–Békéscsaba–Lőkösháza vasútvonalon újra közlekednek belföldi hibrid-IC vonatok: Budapest felé Viharsarok, Békés és Csanád, Lőkösháza felé Békés és Alföld néven. Továbbá szintén közlekednek a Romániába közlekedő nemzetközi vonatok is.
A 2020/21-es menetrendi évtől csak InterCity vonatok közlekednek, melyeknek bizonyos kocsijai gyorsvonati pótjeggyel vehetők igénybe. A csak belföldi szakaszon közlekedő járatok egységesen "Békés" InterCity névvel közlekednek, a nemzetköziek egyedi névvel. A vonalon az InterCity vonatok órás ütemes menetrend szerint közlekednek.

## Járművek
A helyi személyforgalomban MÁV V43-as ingavonatok közlekednek. Többnyire By kocsikkal közlekednek, de időnként feltűnik a B, a Bo valamint a Posta Bhv kocsi is. A Budapest–Békéscsaba gyorsvonatok is ugyanezzel az összeállítással közlekednek. A belföldi valamint a nemzetközi InterCity vonatokat MÁV 480-as mozdonyok továbbítják, továbbá az EuroCity, az EuroNight vonatokat, valamint a nemzetközi gyorsvonatokat CFR 47-es mozdonyok továbbítják. A tehervonatokat többnyire ÖBB 1116-os mozdonyok, valamint számos magánvasút mozdonyai húzzák.

## Érdekességek
A vasútvonal bejárható virtuálisan a Microsoft Train Simulator játékkal is, ha letöltjük az Alföld nevű magyar kiegészítőt hozzá.

## Galéria

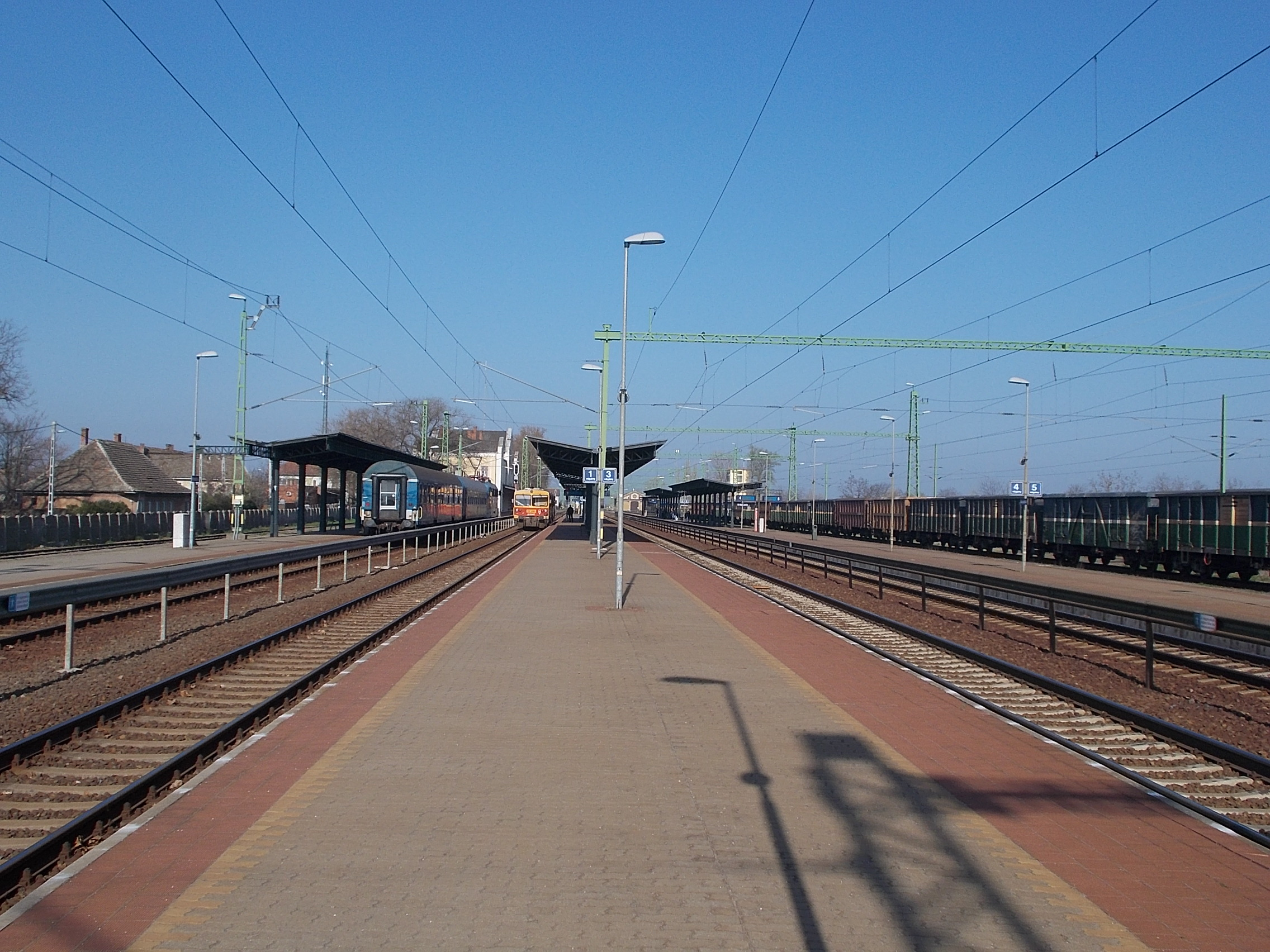
Mezőtúr vasútállomás (2019)
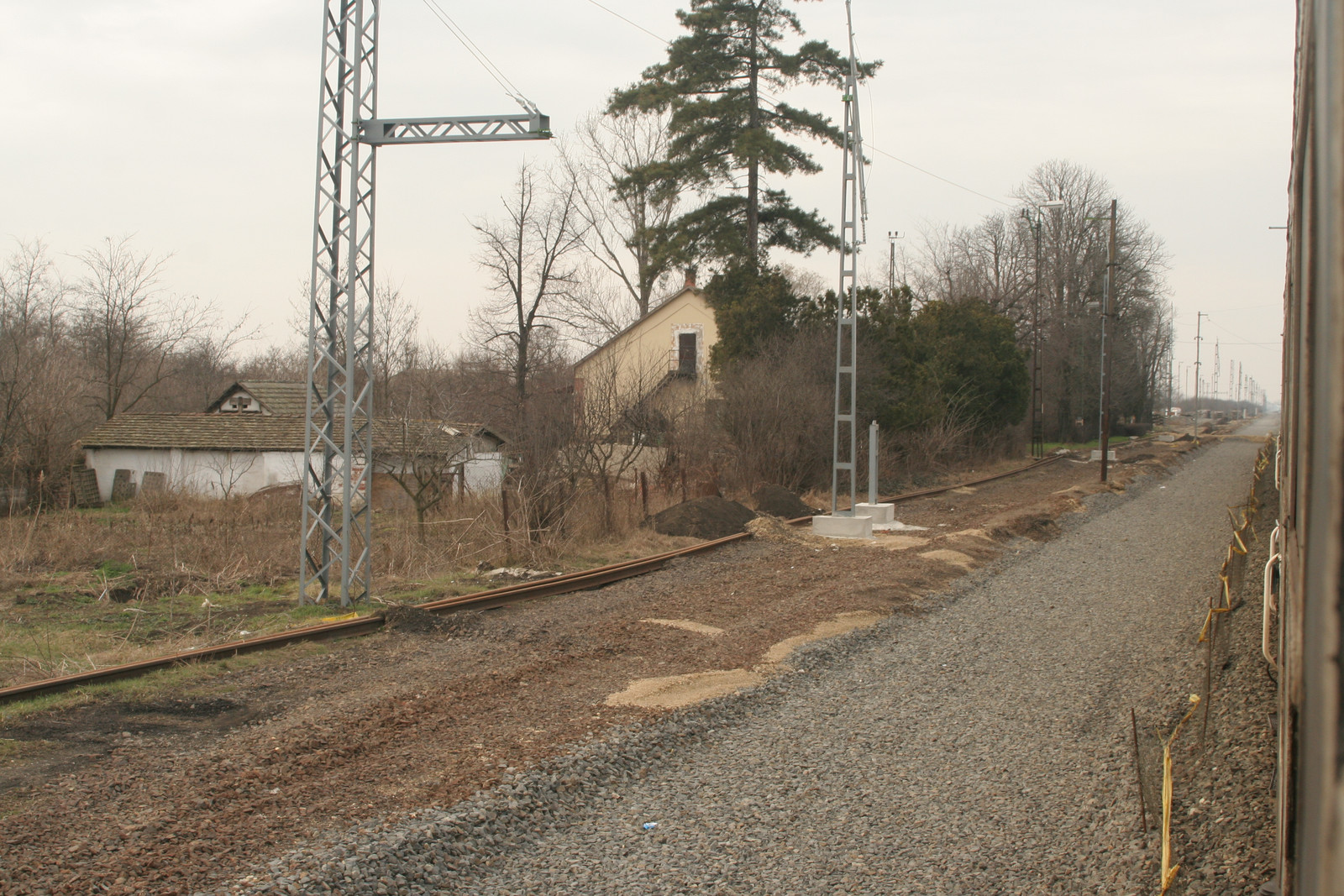
Második vágány építése Tiszatenyő és Mezőtúr között
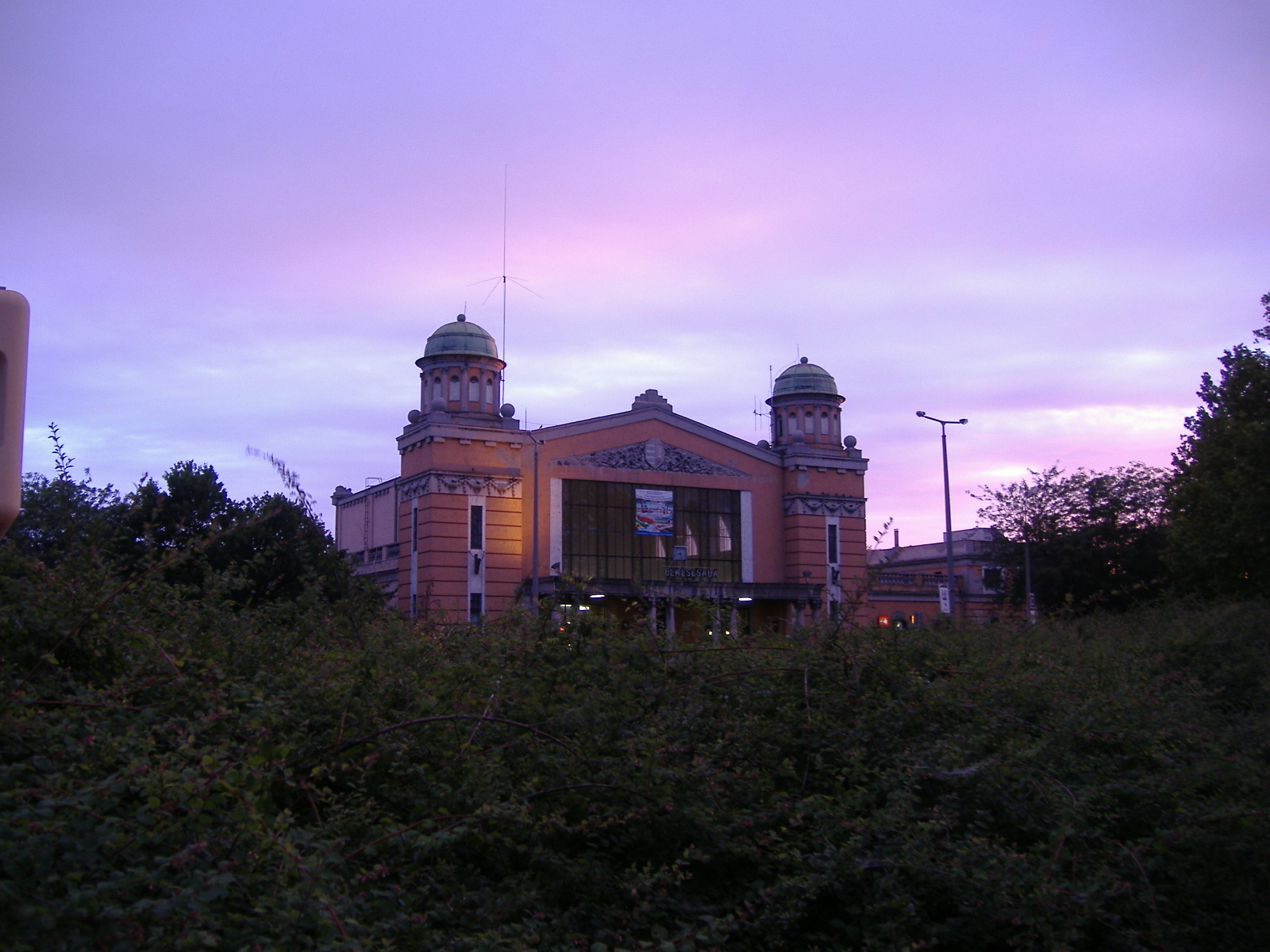
Békéscsaba vasútállomása a város felől fényképezve (2008)
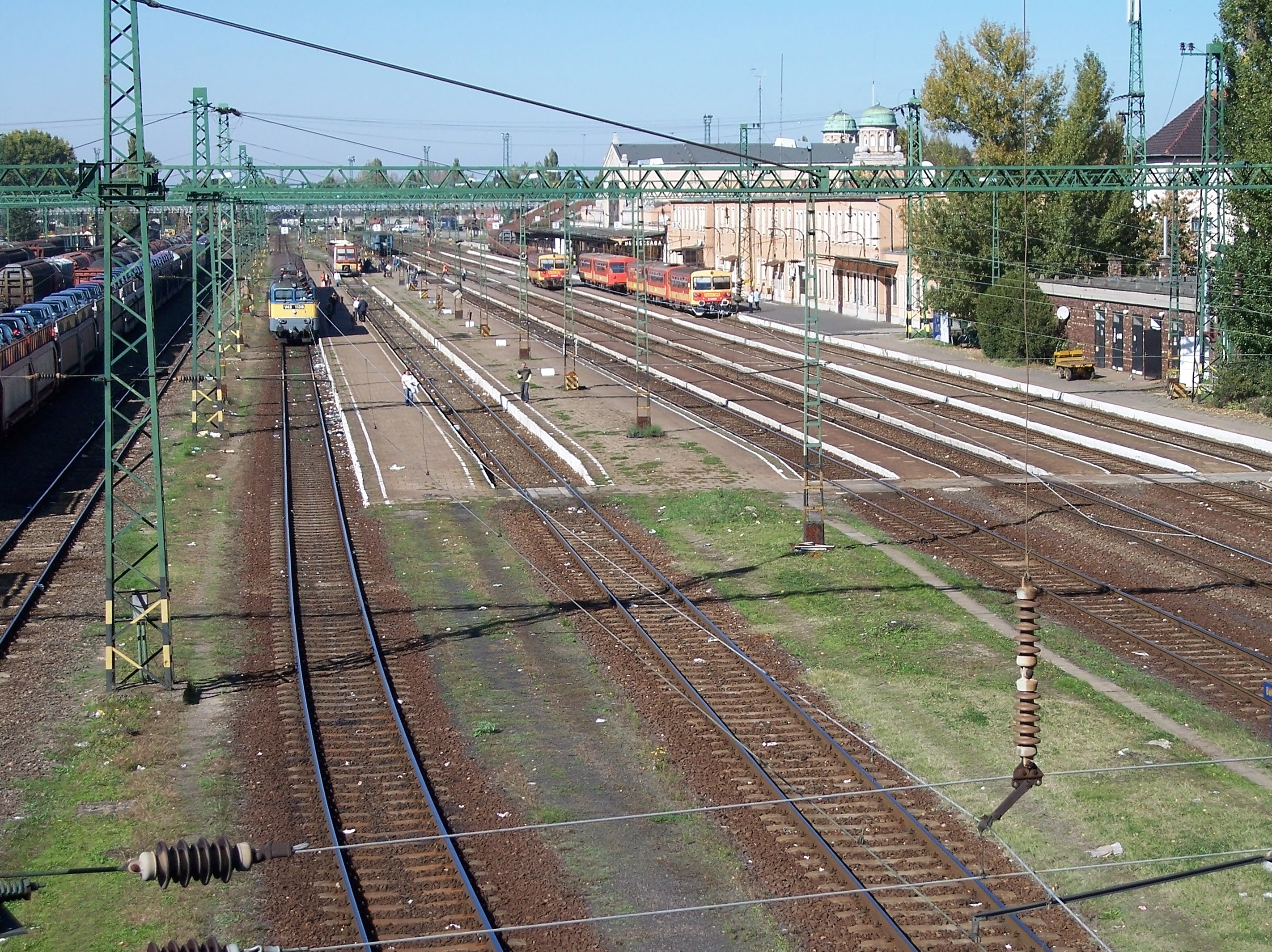
Békéscsaba vágányai (2007)
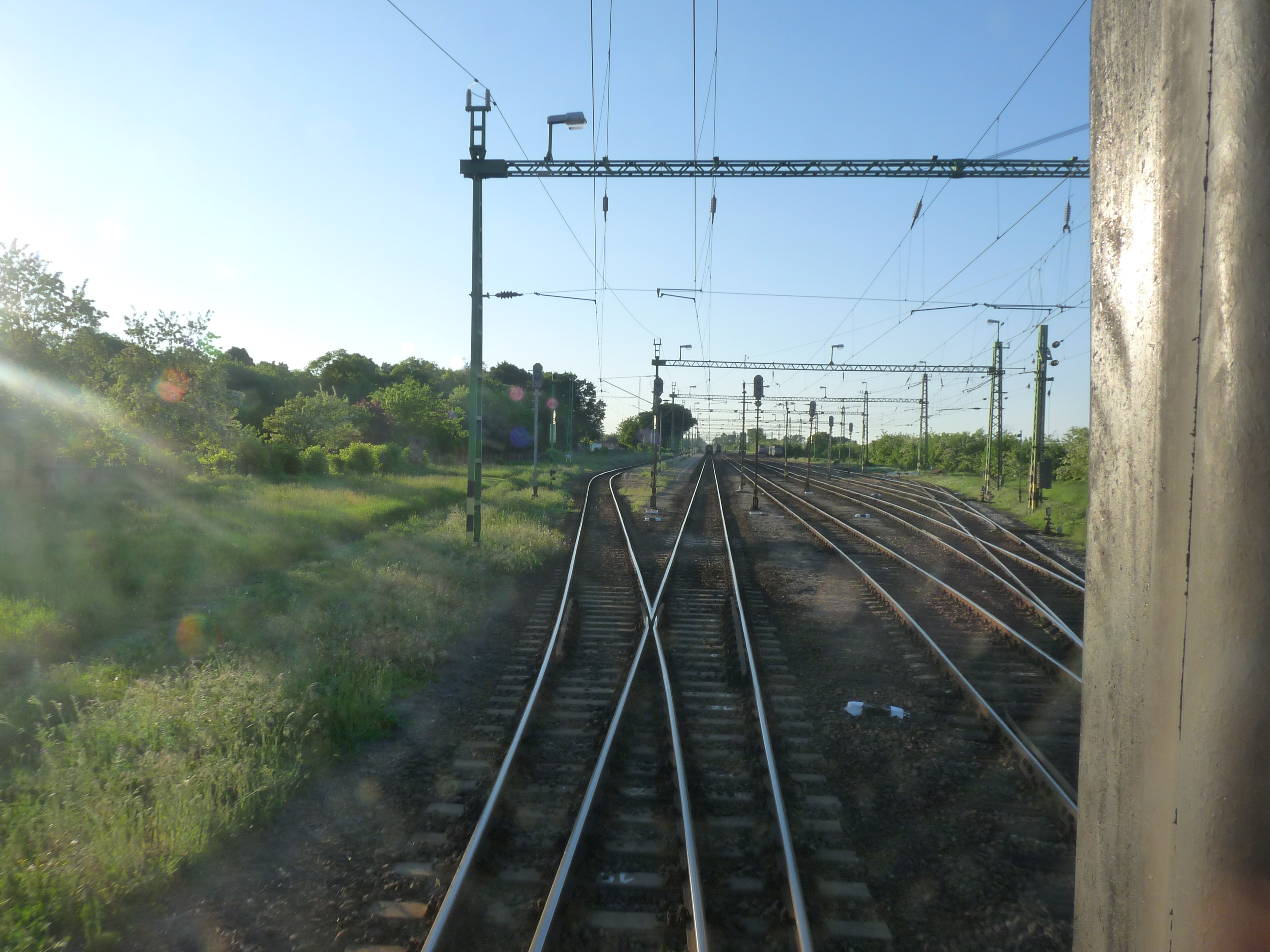
Lőkösháza vasútállomás (2017)